# Puerto Rico en los Juegos Paralímpicos de Pekín 2022
Puerto Rico estuvo representado en los Juegos Paralímpicos de Pekín 2022 por un deportista masculino. El equipo paralímpico puertorriqueño no obtuvo ninguna medalla en estos Juegos.